# Phtheochroa schreibersiana
Phtheochroa schreibersiana es una especie de polilla de la familia Tortricidae. Se encuentra desde Europa (Suecia, Gran Bretaña, Holanda, Bélgica, Francia, España, Córcega, Cerdeña, Italia, Alemania, Suiza, Austria, República Checa, Eslovaquia, Eslovenia, Polonia, Rumanía, Estonia, Letonia) hasta el Cercano Oriente, el Cáucaso y el sur de Rusia (Sarepta). El hábitat se compone de setos, marismas, riberas de ríos y otras áreas húmedas.
La envergadura es de 12–14 mm. Se han registrado vuelos en adultos de mayo a junio, en una generación por año.
Las larvas se alimentan de las especies Ulmus minor, Prunus padus y Populus. Inicialmente se alimentan entre las hojas hiladas de su planta huésped, pero luego se alimentan de brotes jóvenes o tallos de hojas. La especie pasa el invierno en la fase larvaria.